# Нікель-Побузький
Нікель-Побузький — вантажна станція Одеської дирекції Одеської залізниці. Кінцева станція на лінії від станції Підгородна (30 км).
Розташована в смт Побузькому Голованівського району Кіровоградської області. Пасажирського сполучення немає.

## Історія
Станцію було відкрито 1969 року, під такою ж назвою. Призначена для обслуговування Побузького феронікелевого комбінату.